# Raimundo Cunich
Raimundo Cunich fue un jesuita y poeta latino, nacido en la República de Ragusa, en 14 de junio de 1719 y fallecido en 22 de noviembre de 1794.
El señor Ab. Raimondo Cunich, es un escritor noble y delicado. Su antología, su Teócrito, su elegía, y sobre todo su maravillosa traducción de la Ilíada, son monumentos de gloria inmortal (cita sacada de la obra Specimen de fortunata latinitatis:....., Augusta Tavrinorum, 1833; autor: Marco Faustino Gagliuffi).

## Biografía
Cunich nació en la Ragusa, donde encontró buenos maestros y algunos émulos en Roger Joseph Boscovic, Benedetto Stay, Bernad Zamagna, etc.
Admitido entre los jesuitas en la provincia romana, vistió la sotana en 20 de noviembre de 1734 y pronunció los cuatro votos en 2 de febrero de 1756, y fue profesor de retórica durante 45 años, y en la Casa Quirinal de San Andrés profesó 15 años, y adquirió por sus vastos conocimientos reconocimiento general, dando por fruto multitud de discípulos aventajados, contando entre ellos al abate Morcelli, Lucchini, Lanzi, etc.
Cuando quedó extinguida la Societas Jesu se hallaba desempeñando la cátedra en el Colegio Romano y habiéndosele ofrecido otra cátedra en la universidad de Pisa, la rehusó para no separarse del lado de su protector y amigo el cardenal Francesco Saverio de Zelada, secretario y conservador de la Biblioteca del Vaticano.
Posteriormente, la Academia de las Arcades le abrió las puertas y le admitió bajo el nombre de "Perelao Megaride", y nutrido en la lectura de los antiguos, los igualaba en los epigramas dando a sus elegías toda la hermosura y armonía que caracteriza a las de Tibulo, este elegante, apasionado, fácil, espontáneo, con claridad de sentimientos, siempre romano, aunque con menos sencillez que las de Tibulo.
Entre sus obras es célebre una versión traducida de la Ilíada, con grabados, en folio, grande y bella edición a costa del duque Odescalchi, con un prefacio en que explica el método seguido para hacer la obra.
La citada versión de la Ilíada se junta por lo regular con la Odisea hecha por Bernardo Zamagna, jesuita, profesor de retórica en Siena, más tarde profesor de griego y latín en Milán, miembro de la Arcades de Roma con el nombre de "Trephylius Cephisius", traductor en verso latino de Homero, Hesiodo, Mosechus, etc.
En uno de sus epigramas, Cunich, habla con elogio de Lyda, que no es otras que Maria Pizelli , erudita y virtuosa que poseía perfectamente la lengua griega y la lengua latina, y consagró a Alejandro Gorgi, jesuita, profesor de literatura, erudito filósofo y teólogo, y al caballero Clemente Vanetti, secretario de la Academia de Roveredo, quien escribió este la vida de Gorgi y la correspondencia entre ambos en la obra "Clementinii Vanettii equitis commentarius de vita Alexandri Georgii, accedunt nonnulla utrusque epistolae" , Siena, 1779, elegante cuarteta a los dos ilustres amigos:
- Quod vitam eximii scripsti, Vanette, Georgi
- Ille tuo vivet clarus ad ingenio
- Vices tu clarus simul, eximiusque ferere
- Scriptor et eximius cultor amicitae,

Las citadas cartas latinas escritas por Vanetti contienen una discusión amistosa entre Vanetti y Gorgi, sobre el empleo mismo del latín en los escritores modernos, y a pesar de que Gorgi escribía perfectamente el latín, sostenía que era imposible a los modernos expresarse correctamente en latín, pretendiendo lo contrario Vanetti, que dice podían los modernos sino igualar al menos imitar felizmente a los escritores más elegantes de la latinidad, tratándose esta cuestión entre los dos con enorme ingenio, finura y amenidad.

## Obras
- Hesiodi opera omnia...., Parma, 1786, en 8º.
- Selecta graecorum carmina....., 1764.
- Clemente XIII Pontifice Maximo..., Roma, 1758.
- Elegia et Epigrammata, Roma, 1766.
- De bono aerumnae elegia, Varsovia, 1770.
- Archeologia sive Epigrammata Anthologiae Graecorum selecta latina......, Roma, 1771.
- Homeri illia lati., versib expressa, Roma, 1776.
- Idillion Theocritti de Ephitalamio Elenae carmina latino expressum, Roma, 1777.
- Epigrammatum, lib. V: accedit hendecasyllaborum libellus, Parma, 1803, en 8º. (los tratados que componen este volumen se publicaron a lo menos en parte en el "Giornale arcadico di Roma").
- La Perruca del P. Ruggero Boscovich, capitoli del P. Giulio Cesare Cordara, tradotti in vesri latini del Padre Raimondo Cunich, Novara: Tip. Artaria, 1839, en 18º.
- Epigrammata nunc primum in lucem edita, Ragusii, 1827.
- Otras